# Туракові
Туракові, або бананоїди (Musophagidae) — родина птахів, що поширені в Африці. Ці птахи мають довгі хвости, «чуби» та яскраве зелене або червоне забарвлення. Всупереч своїй назві бананоїди бананів не їдять. На дереві банану вони полюбляють сидіти, тому і отримали таку назву.

## Систематика
Традиційно родину відносили до ряду зозулеподібних (Cuculiformes). Згідно з класифікацією Сіблі-Алквіста у 1990-х роках, родину запропоновано виокремити у ряд Musophagiformes. Пізніші філогенетичні і молекулярні дослідження підтвердили таке виокремлення.

## Поширення
Туракові поширені в Субсахарській Африці. Живуть у лісах та саванах.

## Опис
Птахи великого розміру, завдовжки 40-75 см (з хвостом). У багатьох видів є чубчик на голові та дуже довгий хвіст. Оперення зеленого, синього або фіолетового кольору. Забарвлення пір'я формують пігменти турацин (червоний) і тураковердин (зелений).

## Спосіб життя
Туракові живуть на верхівках дерев. Погано літають. Живляться плодами, листям, квітами, рідше комахами і равликами.

## Класифікація
Родина включає 23 види у шести родах:
- Підродина Блакитнотурачні (Corythaeolinae)
  - Рід Блакитний турако (Corythaeola) — 1 вид
- Підродина Галасничні (Criniferinae)
  - Рід Сірий галасник (Corythaixoides) — 3 види
  - Рід Галасник (Crinifer) — 2 види
- Підродина Турачні (Musophaginae)
  - Рід Гребінчастий турако (Ruwenzorornis) — 1 вид
  - Рід Фіолетовий турако (Musophaga) — 2 види
  - Рід Турако (Tauraco) — 14 видів